# Sermiligaaq
Sermiligaaq is een dorp in de gemeente Sermersooq in het oosten van Groenland. Het dorp is gesitueerd op een landtong en heeft 222 inwoners (2010). Sermiligaaq ligt in het gebied Koning Christiaan IX-land.
Het dorp heeft een heliport, Air Greenland voert regelmatig vluchten uit naar Tasiilaq.
- Library of Congress Control Number: nr89008461
- MusicBrainz: 832a9907-0491-449f-8a7b-9bf36f4ae460
- Nationale Bibliotheek van Israël: 987007538015005171
- Virtual International Authority File: 130617718